# Baumgartshof
Baumgartshof ist ein Gemeindeteil der Gemeinde Schollbrunn im unterfränkischen Landkreis Main-Spessart in Bayern. Die Einöde lag bis zum 31. Dezember 2007 im gemeindefreien Gebiet Michelriether Forst, das zum 1. Januar 2008 aufgelöst wurde.

## Geographie
Baumgartshof liegt in einer Lichtung im Spessart über dem Mühlental zwischen Bischbrunn und Schollbrunn. Er befindet sich östlich oberhalb der Schleifmühle, 150 m westlich der Bundesautobahn 3. Östlich davon laufen die Gemarkungen von Oberndorf, Esselbach und Schollbrunn zusammen.

## Geschichte
Baumgartshof gehört zu den ältesten Ansiedlungen im südöstlichen Spessart. Erste Zeugnisse stammen aus dem 13. Jahrhundert. Die ursprünglichen Besitzer des Hofes waren die Herren von Reinstein, die Erbauer der naheliegenden, heute abgegangenen Burg Reinstein. Zum Anwesen gehörte der Stockenhainer Wald (heute Stockenhahnwald), der teilweise für die landwirtschaftliche Nutzung gerodet wurde. Der Platz für den Baumgartshof wurde in der Nähe einer historischen Hauptstraße, der Poststraße, gewählt.
Ab 1400 kam der Hof in die Hände des Augustiner-Chorherrenstifts des Klosters Triefenstein, der den Hof erweitern ließ. Neben der Kontrolle des Handelsweges stand die Holznutzung im Vordergrund. Schon 1420 wurde urkundlich, dass Raubbau am Spessartwald die Holzqualität stark minderte. Statt bääholz (Bauholz) sei es nur noch als brennholtz verwendbar. 1606 wurde vom Klosterchronisten festgestellt, dass es nur noch „dürre und schir verrauthe hof“ gab.
Im Deutschen Bauernkrieg wurde das Anwesen ausgeraubt und niedergebrannt. Man baute es etwas von seinem ursprünglichen Ort entfernt, an heutiger Stelle, wieder auf. Im Jahre 1803 kam der Baumgartshof in den Besitz des Fürstenhauses Löwenstein-Wertheim-Freudenberg, das es in den folgenden Jahrzehnten an verschiedene Land- und Forstwirte verpachtete. 1950 wurde der südliche Waldbesitz (Stockenhainer Wald) und der Hof an das Fürstenhaus Fürstenberg veräußert, 1996 der Wald nördlich der A3 an die Gemeinde Esselbach verkauft. Inzwischen sind der Hof und der Stockenhainer Waldbesitz in Privathand übergegangen.

## Beschreibung
Der umfriedete Hof besteht aus zwei festen Gebäuden, einem langen rechteckigen Südwest nach Nordost ausgerichteten Herrenhaus am nördlichen Rand und einem weiteren nahezu west-ost-ausgerichteten rechteckigen Steinhaus am südlichen Ende des Hofes. Am Hof führt der Kulturrundweg Mühlenstraße Haseltal des Archäologischen Spessartprojekts vorbei. Drei Objekte des Gutshofes sind in die Liste der Baudenkmäler in Baumgartshof eingetragen.
Südlich des Baumgarthofes gibt es Steinformationen, die oft als Gräber bezeichnet werden. Es handelt sich um die Überreste des ersten Hofgebäudes am ursprünglichen Platz.